# Kim Hye-Mi
Kim Hye-Mi (16 de abril de 1983) es una deportista surcoreana que compitió en taekwondo. Ganó una medalla de oro en el Campeonato Mundial de Taekwondo de 2001, y una medalla de oro en el Campeonato Asiático de Taekwondo de 2002.

## Palmarés internacional
| Campeonato Mundial  | Campeonato Mundial   | Campeonato Mundial | Campeonato Mundial |
| Año                 | Lugar                | Medalla            | Categoría          |
| ------------------- | -------------------- | ------------------ | ------------------ |
| 2001                | Jeju (Corea del Sur) | Medalla de oro     | –67 kg             |
| Campeonato Asiático |                      |                    |                    |
| Año                 | Lugar                | Medalla            | Categoría          |
| 2002                | Amán (Jordania)      | Medalla de oro     | –67 kg             |